# Samuel Breck
Samuel Breck (* 17. Juli 1771 in Boston, Province of Massachusetts Bay; † 31. August 1862 in Philadelphia, Pennsylvania) war ein US-amerikanischer Politiker. Zwischen 1823 und 1825 vertrat er den Bundesstaat Pennsylvania im US-Repräsentantenhaus.

## Werdegang
Samuel Breck war der ältere Bruder des Kongressabgeordneten Daniel Breck (1788–1871) aus Kentucky. Er absolvierte eine königliche Militärschule in Frankreich. Im Jahr 1792 ließ er sich in Philadelphia nieder, wo er im Handel und als Geschäftsmann arbeitete. 1794 nahm er an der Niederschlagung der Whiskey-Rebellion teil. Später schlug er eine politische Laufbahn ein. Zwischen 1817 und 1820 saß er als Abgeordneter im Repräsentantenhaus von Pennsylvania. In den 1820er Jahren schloss er sich der Bewegung um den späteren Präsidenten John Quincy Adams und Henry Clay an.
Bei den Kongresswahlen des Jahres 1822 wurde Breck im ersten Wahlbezirk von Pennsylvania in das US-Repräsentantenhaus in Washington, D.C. gewählt, wo er am 4. März 1823 die Nachfolge von Samuel Edwards antrat. Bis zum 3. März 1825 konnte er eine Legislaturperiode im Kongress absolvieren. In den Jahren 1832 bis 1834 gehörte Breck dem Senat von Pennsylvania an. Danach zog er sich aus der Politik zurück. Er starb am 31. August 1862 in Philadelphia. Seit 1838 war er gewähltes Mitglied der American Philosophical Society.